# DBW
dBW – logarytmiczna jednostka miary mocy odniesiona do jednego wata.
Moc wyrażona w dBW informuje, o ile decybeli moc ta jest większa (lub mniejsza) od mocy 1 W:
{\displaystyle P\,[{\text{dBW}}]=10\log _{10}\left({\frac {P\,[{\text{W}}]}{1\,{\text{W}}}}\right)}
przy czym
{\displaystyle P\,[{\text{dBW}}]+30=P\,[{\text{dBm}}]}

## Przykład
Moc 100 W przeliczona na jednostkę dBW wynosi:
{\displaystyle 10\log _{10}\left({\frac {100\,{\text{W}}}{1\,{\text{W}}}}\right)=10\log _{10}(100)=10\cdot 2=20\,{\text{dBW}}}